# Кими
 Тази статия е за селището в Гърция.  За филма вижте Кими (филм).  
Кѝми (на гръцки: Κύμη, старогръцко произношение Кюме) е крайбрежен град и бивша община в Република Гърция, дем Кими-Аливери, на източния бряг на гръцкия остров Евбея. Kръстен e на едноименното древногръцко място.
Кими е разположен на 250 метра надморска височина и с население 7112 души. Градът през древността дава вероятно името на най-старата гръцка колония Куме в Италия.
Има малко или почти никакви археологически следи от древен евбески кюм и точното му местоположение не е известно. В близкото Муртери е разкопано селище от бронзовата епоха. Някои съвременни автори смятат, че Кими никога не е съществувал като независим полис в исторически времена, но че е било просто село.